# Aleksandra Socha
Aleksandra Anna Socha (n. 30 martie 1982, Pabianice, voievodatul Łódź, Polonia) este o scrimeră poloneză specializată pe sabie, laureată cu bronz la individual la Campionatul Mondial de Scrimă din 2003, campioana europeană la individual în 2004 și pe echipe în 2008.
A participat la Jocurile Olimpice de vară din 2004 de la Atena, fiind învinsă în tabloul de 16 de românca Cătălina Gheorghițoaia. A pierdut în același tur cu ucraineanca Olena Homrova la Beijing 2008 și cu greaca Vasiliki Vougiouka la Londra 2012.